# Samarugo (Villalba)
Samarugo (llamada oficialmente Santiago de Samarugo) es una parroquia española del municipio de Villalba, en la provincia de Lugo, Galicia.

## Historia
En esta parroquia se cuenta con algunos restos de un castillo levantado por Pardo de Cela.[cita requerida]

## Organización territorial
La parroquia está formada por veintiséis entidades de población, constando diecinueve de ellas en el nomenclátor del Instituto Nacional de Estadística español:

### Entidades de población
Entidades de población que forman parte de la parroquia:
- Barreira (A Barreira)
- Bidueiro
- Camba
- Campomaior
- Casal
- Cornás
- Cornide
- Foxo
- Hidreiro (O Hedreiro)
- Lameiros (Os Lameiros)
- Lobán
- Navallos (Os Navallos)
- Palleiro (O Palleiro)
- Pazo (O Pazo)
- Pedralba
- Penaserra
- Porto de Cubas
- Portocego (O Portocego)
- Reguengo
- Remosende
- Riveira (A Ribeira)
- Rodas
- Veiga (A Veiga)

### Despoblados
Despoblados que forman parte de la parroquia:
- Calzada (A Calzada)
- Pardiñas
- Vacariza

## Demografía
| Gráfica de evolución demográfica de Samarugo entre 2000 y 2021 |
|                                                                |
| Datos según el nomenclátor publicado por el INE.               |